# László Sternberg
László Sternberg (28 de maio de 1905 — 4 de julho de 1982) foi um futebolista e treinador húngaro. 

## Carreira
László Sternberg fez parte do elenco da Seleção Húngara de Futebol da Copa do Mundo de 1934.